# Wu Cheng'en
Wu Cheng'en (traditionell kinesiska:吳承恩, förenklad kinesiska:吴承恩, pinyin: Wú Chéng'ēn) (cirka 1500 till cirka 1582) var en kinesisk författare och lyriker under Mingdynastin. Wu föddes i Huai'an, i provinsen Jiangsu. Hans främsta verk är romanen Färden till Västern (Xi You Ji), det gavs ut postumt år 1592 (svensk översättning 1995-1996, tidigare utgiven i en förkortad version under namnet Kung Markatta). Verket är en skildring av buddhistmunken Xuanzangs pilgrimsfärd till Indien 627-45 och är en av de stora klassiska talspråksromanerna i kinesisk litteratur.